# 若手騎手限定競走

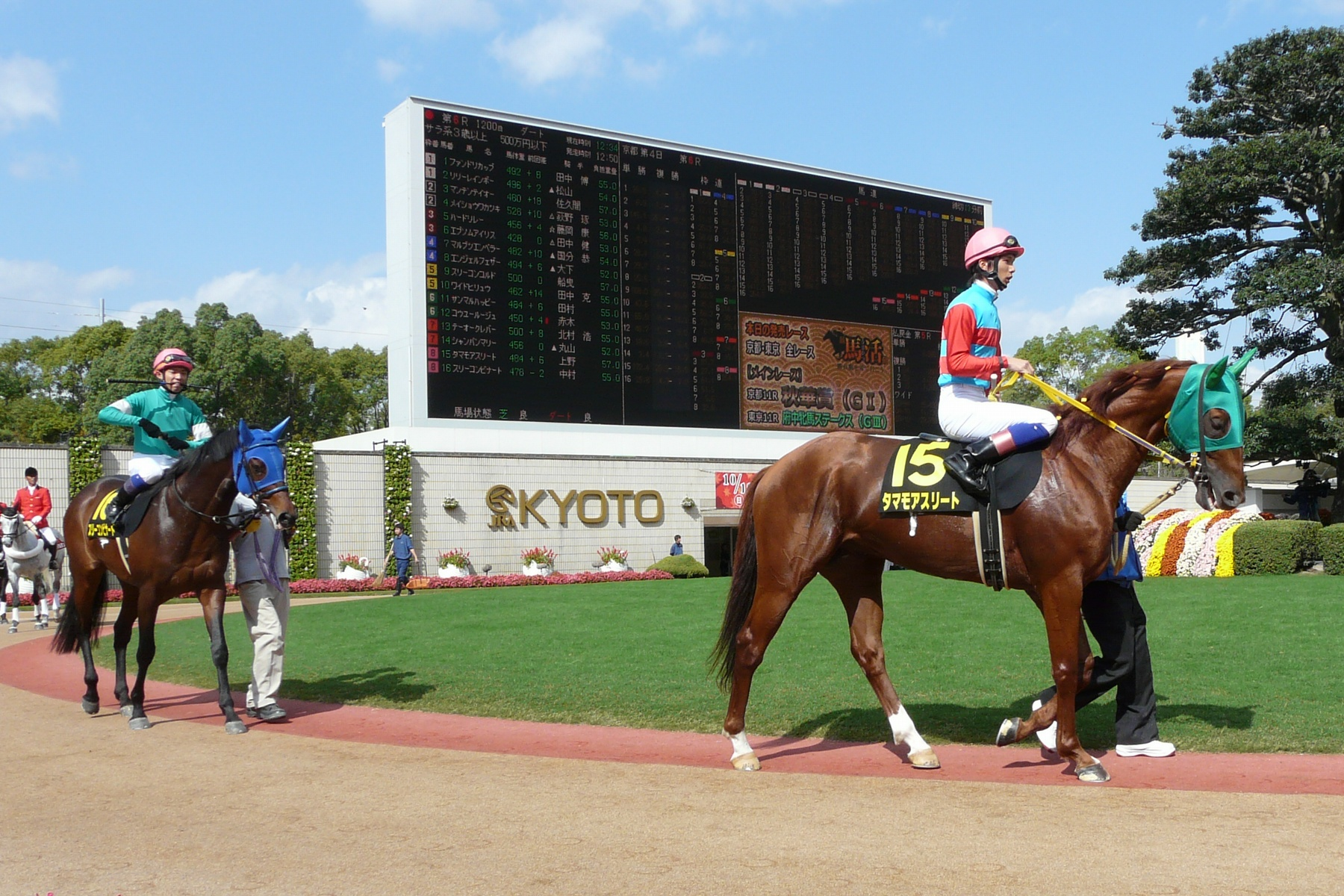
赤木高太郎騎手が騎乗した若手騎手限定競走
※若手騎手以外が騎乗した例

若手騎手限定競走（わかてきしゅげんていきょうそう）とは中央競馬の若手騎手に活躍の機会を提供することを目的に実施している競走のことである。

## 概要と経緯

### 昭和時代の概要
以前は「見習騎手限定競走」と題して、中央競馬の騎手免許を取得して3年以内でなおかつ生涯成績100勝以下（地方競馬の成績含む）の騎手に限って開催されるレースを1980年代後半まで実施していた。大レースの前に開催されることがあり、中でも1953年（昭和28年）から1983年（昭和58年）までは、東京優駿（日本ダービー）の直前に行われる「見習騎手限定競走」が有名であったが、これらは全て一度廃止された。

### 平成時代の概要
平成に入り、1989年から桜花賞当日の阪神競馬場、および皐月賞当日の中山競馬場を舞台に、そのGⅠの前座競走の一環として、「ヤングジョッキーズステークス」という、見習い騎手限定の特別競走（出走できるのは前年度の見習い騎手における勝利数の上位ジョッキー12人）が行われていた。いずれも1996年に休止され、しばらくは行われていなかったが、2000年代になるとJRA賞の表彰カテゴリーである「最多勝利新人騎手」（年間30勝以上を挙げたうえ、最多勝利数を獲得した新人騎手に贈呈する）を獲得するジョッキーが近年少なくなっていた。これには、騎手・調教師・トレセンを取り巻く経済環境の変化、地方トップジョッキーや短期騎手免許による外国人ジョッキーの活躍などにより、騎乗機会に恵まれない若手騎手が増加していることなどを背景にある。そこで、騎手免許取得6年未満でなおかつ通算100勝以下の騎手を対象にして「若手騎手限定競走」が2004年からおよそ20年ぶりに実施されるようになった。なお2008年3月より、騎手免許取得後の期間が「7年未満」に延長されている。2019年からは勝利度数が撤廃され、騎手免許取得後7年未満の騎手全員が「若手騎手限定競走」の対象となった。
上記のような理由で再度実施されるようになったが、以下のような理由から騎乗機会に恵まれない騎手が有力馬に乗る機会を得られている訳ではない。
- あくまで騎乗馬は依頼制である。
- 若手騎手限定競走は、未勝利戦または1勝クラス（一般戦）のいずれかで設定される。
- 殆どの場合3場開催の第3場（福島・新潟・中京・小倉）で行われるため、2013年までは障害競走にも騎乗する騎手は参加が難しい状況にあった（減量特典が消えた騎手が騎乗数の確保で障害競走の騎乗を行っているケースが多々あるが、2013年まで第三場では障害競走が行われていなかった[2]）。
これについては、2014年より障害競走が重賞・オープン特別を除いて第三場（福島・新潟・中京）での開催が基本となるため、障害メインで騎乗する若手騎手が若手騎手限定競走に参加しやすくなり、双方での騎乗可能騎手不足が解消された。改善されて早速2014年1月19日の中京競馬2R3歳未勝利戦・若手騎手限定競走で、これまで障害メインのためあまり若手騎手限定競走に参加できなかった大江原圭が勝利して平地初勝利をあげるなどの成果が出ている[3]。

若手騎手限定競走は、後述する「ホープフルジョッキーズ」を除き一般戦であるため、見習騎手は減量の特典を利用することが可能である。
2013年は、東京優駿の80回記念として前述の東京優駿前の若手騎手限定競走が復活することになった。同年5月26日に「ホープフルジョッキーズ」のレース名で、4歳以上500万円以下条件の特別競走で実施された。特別競走で行われるため、減量特典は適用されない。また、レース開催の1週前に当たる同年5月17日に参加可能な16名があらかじめ決められた。16名は、当日同時開催の京都競馬で騎乗予定の騎手、負傷療養中、騎乗停止中の騎手を除いた中から選出し、これらに該当しない若手騎手は補欠として登録するとされていた。しかし実際には東京競馬場に補欠となる若手騎手は1人もおらず、直前のレースで落馬負傷した杉原誠人の乗り替わりは若手騎手ではない松岡正海となった。

### 若手騎手以外が騎乗する例外
若手騎手限定競走は騎乗が若手騎手に限定されている。騎乗予定騎手が事故や落馬負傷などにより騎乗できなくなった場合にも、若手騎手が騎乗変更で騎乗することとなっている。しかし競馬場内に別の若手騎手が誰もいない場合に限り、若手騎手限定競走でも若手騎手以外の騎手が騎乗することが可能である。
2004年の若手騎手限定競走の復活後は、前述のホープフルジョッキーズを含め3例ある。
- 2009年10月18日：京都競馬第6競走
本来騎乗予定だった高井彰大が前日の京都競馬第4競走（障害未勝利戦）で落馬負傷し騎手変更となったが、このとき京都競馬場に別の若手騎手が居なかったため、若手騎手ではない赤木高太郎となった。
- 2013年5月26日：東京競馬第5競走（ホープフルジョッキーズ）
本来騎乗予定だった杉原誠人が当日の第2競走で落馬負傷し騎手変更となったが、このとき東京競馬場に別の若手騎手が居なかったため、若手騎手ではない松岡正海となった。
- 2018年1月28日：中京競馬第6競走
本来騎乗予定だった菊沢一樹が前日の中京競馬第1競走で落馬負傷し騎手変更となったが、このとき中京競馬場に別の若手騎手が居なかったため、若手騎手ではない国分恭介となった。
- 2025年3月29日：中京競馬第4競走
本来騎乗予定だった斎藤新が当日の第3競走でで落馬し検査のため騎手変更となったが、このとき中京競馬場に別の若手騎手が居なかったため、若手騎手ではない藤懸貴志となった。

## JRAの見習騎手
見習騎手#中央競馬の見習騎手を参照。